# Corregimiento de Francisco de Ocampo Golfín
El Corregimiento de Francisco de Ocampo Golfín fue una unidad administrativa del Reino de Guatemala, sin denominación específica conocida, establecida en 1597 por el gobernador de la provincia de Costa Rica Fernando de la Cueva y Escobedo. Según un documento de principios del siglo XVII, este corregimiento comprendía "...los valles comarcanos a la ciudad de Cartago, que son los de Uxarrací (Ujarrás), Orosí y Guicasí, y la provincia de Turrialba, Atirro y Corrosí, con los demás pueblos que están comarcanos a la dicha ciudad, que son el pueblo de Co (Cot), Quiricó (Quircot) y Tobosi, y el segundo valle de las provincias de Accesrí (Aserrí) y Barva y Curriravá (Curridabat), y la provincia de Pacaca...", es decir, prácticamente todos los pueblos indígenas del valle central de Costa Rica.
Como titular de este corregimiento de insólitas dimensiones, el gobernador La Cueva nombró a Francisco de Ocampo Golfín, conquistador extremeño que era uno de los vecinos más prominentes de la ciudad de Cartago. El desmedido ámbito territorial del nuevo corregimiento y las cuantiosas rentas que de él se derivaban, hicieron suponer al historiador Cleto González Víquez que Ocampo Golfín había sobornado al Gobernador, joven venal y arbitrario, o que con su designación La Cueva quiso congraciarse con el influyente yerno del extremeño, el capitán Juan Solano y Díaz de Tapia.
Este corregimiento tuvo una vida efímera y posiblemente se extinguió poco después de la muerte de La Cueva, ocurrida en 1599. Su territorio volvió a ser dividido en corregimientos de menor extensión y otros de los pueblos que incluía retornaron a la jurisdicción del Gobernador de Costa Rica.